# Pelouse de la côte de Chaumont à Brottes
Pelouse de la côte de Chaumont à Brottes este o arie protejată (sit de importanță comunitară — SCI) din Franța întinsă pe o suprafață de 11 ha, integral pe uscat.

## Localizare
Centrul sitului Pelouse de la côte de Chaumont à Brottes este situat la coordonatele 48°05′21″N 5°08′01″E / 48.08917°N 5.13361°E.

## Înființare
Situl Pelouse de la côte de Chaumont à Brottes a fost declarat arie specială de conservare în baza directivei 92/43 din 1992 referitoare la conservarea habitatelor naturale și a faunei și florei sălbatice pentru a proteja 1 specie de animale.

## Biodiversitate
Situată în ecoregiunea continentală, aria protejată conține 5 habitate naturale: Păduri de fag Asperulo-Fagetum, Formațiuni de Juniperus communis pe lande sau pajiști calcaroase, Pajiști uscate seminaturale și facies de acoperire cu tufișuri pe substraturi calcaroase (Festuco-Brometalia) (* situri importante pentru orhidee), Grohotișuri medio-europene calcaroase, de la nivel colinar și montan, Pajiști carstice calcaroase sau bazofile, de Alysso-Sedion albi.
La baza desemnării sitului se află o specie protejată de  nevertebrate: fluturele auriu (Euphydryas aurinia).
Pe lângă speciile protejate, pe teritoriul sitului au mai fost identificate 3 specii de plante, 1 specie de reptile.